# Esencia de poder
Esencia de poder es una telenovela española emitida por Telecinco y en coproducción con Zeppelin TV durante el verano y el otoño de 2001. Relata la historia de la pasión humana más poderosa: el amor, un sentimiento que inunda las vidas de sus personajes principales: Alicia, Diego y Javier. Ellos son los tres vértices del triángulo protagonista.
Protagonizada por Marián Aguilera, Roberto Enríquez, Jesús Olmedo, Raquel Meroño e Inés Morales.

## Sinopsis
Alicia Galván es una joven de 28 años que está a punto de contraer matrimonio con Diego Rivera. Para él, ella es el amor de su vida desde que era un niño. Para ella, el enlace supone el broche perfecto a lo que considera una historia de amor auténtico y reconfortante. Pero, poco antes de la boda, algo hará que Alicia cambie radicalmente su concepto de ese sentimiento...
La irrupción de Javier en la vida de Alicia supone para ella una sorpresa: el sufrimiento de la ausencia, la pasión desbocada, la espera del encuentro; en definitiva, el amor de verdad. Desde el momento en que se ven, los dos viven la tensión de luchar contra lo inevitable.
Este triángulo amoroso tiene una intriga añadida: el matrimonio entre Alicia y Diego no es un compromiso sin más. Supone una alianza estratégica de la que se benefician sus respectivas familias. Por un lado, los Galván –dueños de una de las firmas más prestigiosas del mundo de los perfumes- tendrán al fin la solvencia económica que necesitan desde hace tiempo. Por otro, los Rivera –cuyo negocio gira en torno a la moda prèt-a-porter- alcanzarán la clase y el prestigio de los que no han podido gozar hasta ahora.
Las presiones y los intereses familiares demuestran pronto a Alicia que no le resultará fácil elegir libremente. Diego y Leonor –la madre de Alicia- se encargarán de mover los hilos para separar a la joven de Javier, perfumista de talento que trabaja para los Galván en lo que será el perfume “insignia” de la firma.

## Ficha Técnica
- Director: Juan Navarrete Parrondo (a.r.t.)
- Productor ejecutivo: Eduardo Galdo
- Productor ejecutivo Zeppelin: Vicente Torres
- Productor ejecutivo Estudios Picasso: Lola Moreno
- Coordinación guiones: Marco Tulio Socorro, Virginia Yagüe
- Argumento: Antonio Prieto, Mª. Helena Portas, Marco Tulio Socorro
- Acting Coach: Gonzalo Baz
- Música Cabecera: VALE MUSIC
- Música Incidental: Heinrich García Quintero
- Imágenes de archivo: VIDEONET
- Idea original aportada por: Zeppelin Televisión
- Desarrollo argumental y Diseño de producción: Zeppelin Televisión

## Reparto
- Marián Aguilera ... Alicia Galván
- Jesús Olmedo ... Diego Rivera
- Roberto Enríquez ... Javier Márquez
- Raquel Meroño ... Cristina Rivera
- Gabriel Corrado ... Gabriel Galván
- Alonso Caparrós ... Julián Morales
- Inés Morales ... Leonor Galván
- Patricia Vico ... Claudia Dampieri
- Juan Gea ... Martín Arranz
- Arancha del Sol ... Bárbara Lorens
- Aurora Carbonell ... Carolina
- Pedro Miguel Martínez ... Lucas San Juan
- Alex O'Dogherty ... Emilio Urbina
- Claudia Molina ... Angy
- Jordi Dauder ... Arturo Rivera
- Patricia Alcocer ... Alejandra Bracho
- Miguel Hermoso ... Mario Calderón
- Manuel San Martín ... Fidel Rodríguez
- Belén López ... Raquel Conde
- Fabiola Toledo ... Elsa Galván
- Ángel Hidalgo ... David Díaz
- Sandra Collantes ... Aurora
- Javier Tolosa ... Bernardo
- Mónica Pont ... Jeannette
- Mar Bordallo ... Margarita Bravo

## Detalles de la trama y otras curiosidades
Esencia de poder era una serie prevista para que durara inicialmente los tres meses del verano de 2001 pero, debido a sus buenos índices de audiencia, la serie se alargó hasta el mes de diciembre de ese mismo año. De hecho, la trama romántica principal de la serie puede dividirse en tres grandes partes bien diferenciadas:
- En la primera parte, la pareja protagonista son Alicia (Marian Aguilera) y Javier (Roberto Enríquez) y el triángulo amoroso que conforman junto con Diego (Jesús Olmedo). Entre las tramas de esta primera parte, se encuentra el recién iniciado romance de Alicia y Javier y la creación de un nuevo perfume por parte de este último para la empresa Galván. Esta trama finalizaría tras el verano y la renovación de la serie y la marcha de los dos actores principales, Marian Aguilera y Roberto Enríquez. El cierre de esta trama se resuelve con la muerte en un accidente de tráfico de Alicia y Javier tras intentar huir de Diego y poder ser felices en su historia de amor imposible.

- En la segunda parte, aparece el personaje de Gabriel Galván (interpretado por Gabriel Corrado), hermano de Alicia e hijo de Leonor. Gabriel vivirá un romance con Cris Rivera (Raquel Meroño), personaje que sufre una evolución en la serie, puesto que en los primeros capítulos era la antagonista de Alicia y, a partir de este instante, se convierte en la protagonista femenina hasta el final de la serie. Esta trama se resuelve cuando el actor Gabriel Corrado abandona la serie: su personaje vuelve a Argentina junto con su mujer Lucía dando por finalizado su romance con Cris.

- En la recta final de la serie, aparece un nuevo personaje: Julián, interpretado por Alonso Caparrós. Julián es el amigo íntimo de Enrique Galván, hijo ilegítimo del difunto Federico Galván (marido de Leonor Galván y creador de todo el imperio Galván). Tras la muerte de Enrique, Julián usurpará su identidad para hacerse con la herencia que le corresponde a su fallecido amigo Enrique. Su amigo Bernardo se convertirá en su cómplice y será el único que conozca su verdadera identidad. Pero no lo tendrá fácil: para hacerse con la herencia, Julián tendrá que entrar a trabajar en la empresa Galván y permanecer en ella un año. Solo así conseguirá la herencia que le corresponde. Allí será donde conozca a Cris Rivera (encargada de diseñar el frasco para el nuevo perfume de la empresa) y con la que comenzará una relación nada fácil.

Tras el inicio de la última etapa de la serie, que incorporó a los actores Alonso Caparrós, Patricia Vico, Miguel Hermoso y Javier Tolosa, los datos de audiencia comenzaron a caer y la serie fue siendo cancelada poco a poco. Durante una semana, la duración de los capítulos se redujo a la mitad: de los 25 minutos de duración de los mismos, la cadena pasó a emitir entre 10 y 15 minutos diarios hasta que el 14 de diciembre de 2001 la serie emitió su último capítulo. Tras esta última emisión, se habrían grabado 10 episodios más que finalizaban la serie y que solo pudieron verse en el canal de la TDT Telecinco Estrellas (posteriormente FDF).
El último capítulo de Esencia de poder muestra un final abierto y de concepción apresurada en el que el personaje de Julián renuncia al amor de Cris.
Las tres principales historias de amor de la serie (la de Alicia y Javier, Cris y Gabriel, y Cris y Julián) no finalizan como es de esperar en una telenovela: las tres historias terminan en tragedia y sin que triunfe el amor.
La canción de entrada de la serie era Caminar por la vida interpretada por David Civera. El videoclip de la misma muestra a David Civera interpretando la canción en los distintos decorados de la serie. El propio Civera apareció en la serie durante varios capítulos interpretándose a sí mismo.